# Meoneura kaszabi
Meoneura kaszabi är en tvåvingeart som beskrevs av Papp 1976. Meoneura kaszabi ingår i släktet Meoneura och familjen kadaverflugor.
Artens utbredningsområde är Mongoliet. Inga underarter finns listade i Catalogue of Life.